# أليكس بانباري
أليكس بانباري هو لاعب كرة قدم كندي في مركز الهجوم، ولد في 18 يونيو 1967 في Plaisance, Guyana ‏ في غيانا. شارك مع منتخب كندا تحت 17 سنة لكرة القدم ومنتخب كندا تحت 20 سنة لكرة القدم ومنتخب كندا لكرة القدم. أما مع النوادي، فقد لعب مع سبورتينغ كانساس سيتي ونادي ماريتيمو ووست هام يونايتد.

## وصلات خارجية
- أليكس بانباري على موقع الاتحاد الدولي (مؤرشف)  (الإنجليزية)
- أليكس بانباري على موقع الدوري الأمريكي (الإنجليزية)
- أليكس بانباري على موقع قاعدة بيانات كرة القدم.إي يو (الإنجليزية)
- أليكس بانباري على موقع ناشيونال فوتبول تيمز (الإنجليزية)
- أليكس بانباري على موقع Soccerway.com (الإنجليزية)
- أليكس بانباري على موقع عالم كرة القدم.نت (الإنجليزية)